# Diastylis omorii
Diastylis omorii är en kräftdjursart som beskrevs av Gamo 1968. Diastylis omorii ingår i släktet Diastylis och familjen Diastylidae. Inga underarter finns listade i Catalogue of Life.